# Кічменгсько-Городецький район
Кічме́нгсько-Городе́цький район (рос. Кичменгско-Городецкий район) — адміністративна одиниця Вологодської області Російської Федерації.
Адміністративний центр — село Кічменгський Городок.

## Історія
Район утворений 10 квітня 1924 року.

## Населення
Населення району становить 15379 осіб (2019; 18485 у 2010, 22187 у 2002).

## Адміністративно-територіальний поділ
На території району 3 сільських поселення:
| Поселення                     | Площа, км² | Населення, осіб (2002) | Населення, осіб (2010) | Населення, осіб (2019) | Центр                | Населені пункти |
| ----------------------------- | ---------- | ---------------------- | ---------------------- | ---------------------- | -------------------- | --------------- |
| Городецьке сільське поселення | -          | 11989                  | 10736                  | 9588                   | Кічменгський Городок | 100             |
| Єнанзьке сільське поселення   | -          | 3408                   | 2335                   | 1577                   | Нижній Єнангськ      | 113             |
| Кічмензьке сільське поселення | -          | 6790                   | 6680                   | 4214                   | Кічменгський Городок | 128             |

- 1 квітня 2013 року ліквідовано Трофимовське сільське поселення, Сараєвське сільське поселення, Захаровське сільське поселення та Шонзьке сільське поселення, їхні території увійшли до складу Городецького сільського поселення; ліквідовано Верхноєнтальське сільське поселення, його територія приєднана до складу Єнанзького сільського поселення; ліквідовано Куриловське сільське поселення, Погоське сільське поселення, Плосківське сільське поселення, Шестаковське сільське поселення та Югське сільське поселення, їхні території увійшли до складу Кічменьзького сільського поселення[4].

## Найбільші населені пункти
Нижче подано населені пункти з чисельністю населення понад 1000 осіб:
| № | Населений пункт      | Населення, осіб (2002) | Населення, осіб (2010) |
| - | -------------------- | ---------------------- | ---------------------- |
| 1 | Кічменгський Городок | 6754                   | 6443                   |
| 2 | Югський              | 1076                   | 1101                   |